# 南湖蠅蘭
南湖蠅蘭（学名：Tipularia odorata）为蘭科蠅蘭屬下的一个种。